# 의곡초등학교 일부분교
의곡초등학교 일부분교는 대한민국 경상북도 경주시에 있었던 공립 초등학교이다.

## 학교 연혁
- 1978년 12월 1일: 개교
- 2024년 2월 29일: 46년만에 폐교

## 참고 자료
- 의곡초등학교일부분교장 - 한국교육학술정보원 학교알리미